# FC Kahuna
FC Kahuna (znany również jako FC/Kahuna) – brytyjski duet tworzący muzykę elektroniczną, w skład którego wchodzili Jon Nowell i Daniel Ormondroyd. Zespół działał w latach 1997-2003. Ich jedyny album, Machine Says Yes został wydany w 2002 roku i otrzymał pozytywne recenzje od krytyków.

## Dyskografia

### Albumy
- Machine Says Yes (2002)
- Another Fine Mess (2003)

### Single
- "You Know It Makes Sense" (1997)
- "Bright Morning White" (1998)
- "Mind Set to Cycle" (2000)
- "Glitterball" (2002)
- "Machine Says Yes" (2002)
- "Hayling" (2003)
- "Nothing Is Wrong" (2003)